# Only Love (Ben Howard)
Only Love is een nummer van de Britse singer-songwriter Ben Howard. Hij scheef het nummer zelf en Chris Bond en Darren Lawson namen samen de productie voor hun rekening. In mei 2012 werd het uitgebracht als vierde single van het debuutalbum van de zanger, Every Kingdom.

## Hitnoteringen en prijzen
Only Love bereikte de negende plek van de grootste hitlijst in het Verenigd Koninkrijk, de UK Singles Chart. Ook in Schotland werd die positie bereikt. De hoge positie in de UK Singles Chart werd bereikt na het uitkomen van een live versie, gespeeld tijdens de uitreiking van de BRIT Awards in 2013. Tijdens deze uitreiking won Howard de prijzen voor British Male Solo Artist en British Breakthrough Act.